# Sẩn ngọc dương vật
Sẩn ngọc dương vật hay chuỗi hạt ngọc dương vật (tiếng Anh: hirsuties coronae glandis hoặc hirsutoid papillomas, pearly penile papules, PPP) là một chuỗi các nốt nhỏ lành tính xuất hiện ở rãnh quy đầu của dương vật người. Các hạt này có thể tiết dịch làm ẩm quy đầu và đôi khi được coi là dấu vết tàn dư của các gai xương dương vật (penile spine), một đặc điểm hình thái dễ bắt gặp ở các loài linh trưởng. Gai xương ở các cá thể động vật hoặc người thường được cho là góp phần tăng khoái cảm tình dục và giúp đưa đến trạng thái cực khoái nhanh hơn. Tuy nhiên, các giả thiết cho rằng sẩn ngọc sẽ kích thích âm đạo nữ giới trong quá trình giao hợp vẫn còn chưa được chứng minh vì kích cỡ của chúng quá nhỏ.

## Miêu tả
Sẩn ngọc thường mọc dáng tròn, hoặc hơi nhú lên, ấn vào mềm, màu trắng đục hoặc hồng nhạt, có kích thước từ dưới 1 mm đến 3 mm. Sẩn mọc đơn lẻ hoặc mọc thành cụm, dải đều quanh vành hoặc đằng sau rãnh quy đầu, tuy vậy, chúng không gây cảm giác đau. Các hạt sẩn bắt đầu xuất hiện từ sau khi dậy thì và có thể tồn tại suốt đời nhưng số lượng giảm dần đi. Năm 1999, các nghiên cứu khoa học khác nhau đã chỉ ra sẩn ngọc xuất hiện ở 8 đến 48% nam giới toàn cầu, những người không cắt bao quy đầu cũng sẽ dễ gặp hiện tượng này hơn. Cụ thể, 33,3% đàn ông không cắt bao quy đầu có hạt ngọc dương vật, trong khi con số này chỉ là 7,1% ở đàn ông đã cắt bao quy đầu.
Các hạt ngọc dương vật thường bị nhầm lẫn với siêu vi trùng human papillomavirus (HPV) gây bệnh sùi mào gà do các đặc điểm sinh lý có nét tương đồng.
Ở nữ giới, khoa học cũng chứng kiến hiện tượng gai sinh dục (vestibular papillomatosis) tương tự xuất hiện ở âm hộ. Và cũng giống như sẩn ngọc của nam, đây là biểu hiện lành tính, không phải bệnh.

## Tiểu phẫu loại bỏ
Dù hoàn toàn vô hại và không ảnh hưởng tiêu cực đến các hoạt động sinh lý của cơ thể, một vài người vẫn muốn loại bỏ các hạt ngọc dương vật này vì mục đích thẩm mỹ. Tuy nhiên, việc phẫu thuật xóa bỏ có thể gây ra những hệ quả không mong muốn, thậm chí là các vấn đề sức khỏe nguy hại. Chính vì thế, các bác sĩ thường khuyến cáo không nên thực hiện các ca phẫu thuật như vậy.
Một phương pháp hữu hiệu mà khoa da liễu có thể thực hiện đó là sử dụng công nghệ tia laser CO2 để triệt các hạt sẩn chỉ trong vòng vài phút đồng hồ. Đây là một tiểu phẫu đơn giản, không yêu cầu điều trị phụ tại bệnh viên, ít gây đau đớn và thời gian phục hồi trong khoảng từ một đến hai tuần. Một phương pháp khác là sử dụng máy đốt điện để đốt, được thực hiện trong khoảng thời gian chưa đến một tiếng đồng hồ.

## Nhầm lẫn bệnh lý
Sẩn ngọc dương vật không phải là một triệu chứng bệnh lý nhưng chúng vẫn bị nhầm lẫn với bệnh sùi mào gà. Con người cũng tìm các phương pháp "điều trị" sẩn ngọc, dù rằng chúng không có khả năng gây hại cho sức khỏe hay lây nhiễm và thậm chí còn có một vài tác dụng tích cực. Trong các phương pháp được tìm thấy trên mạng Internet hay sách báo, tạp chí đó, một số khuyên dùng các loại kem, thuốc mỡ để làm mềm sẩn, nhưng cũng có các phương pháp can thiệp vật lý nguy hiểm, có thể gây ra tổn thương và sẹo dương vật, ảnh hưởng đến hoạt động tình dục bình thường của con người.

## Hình ảnh

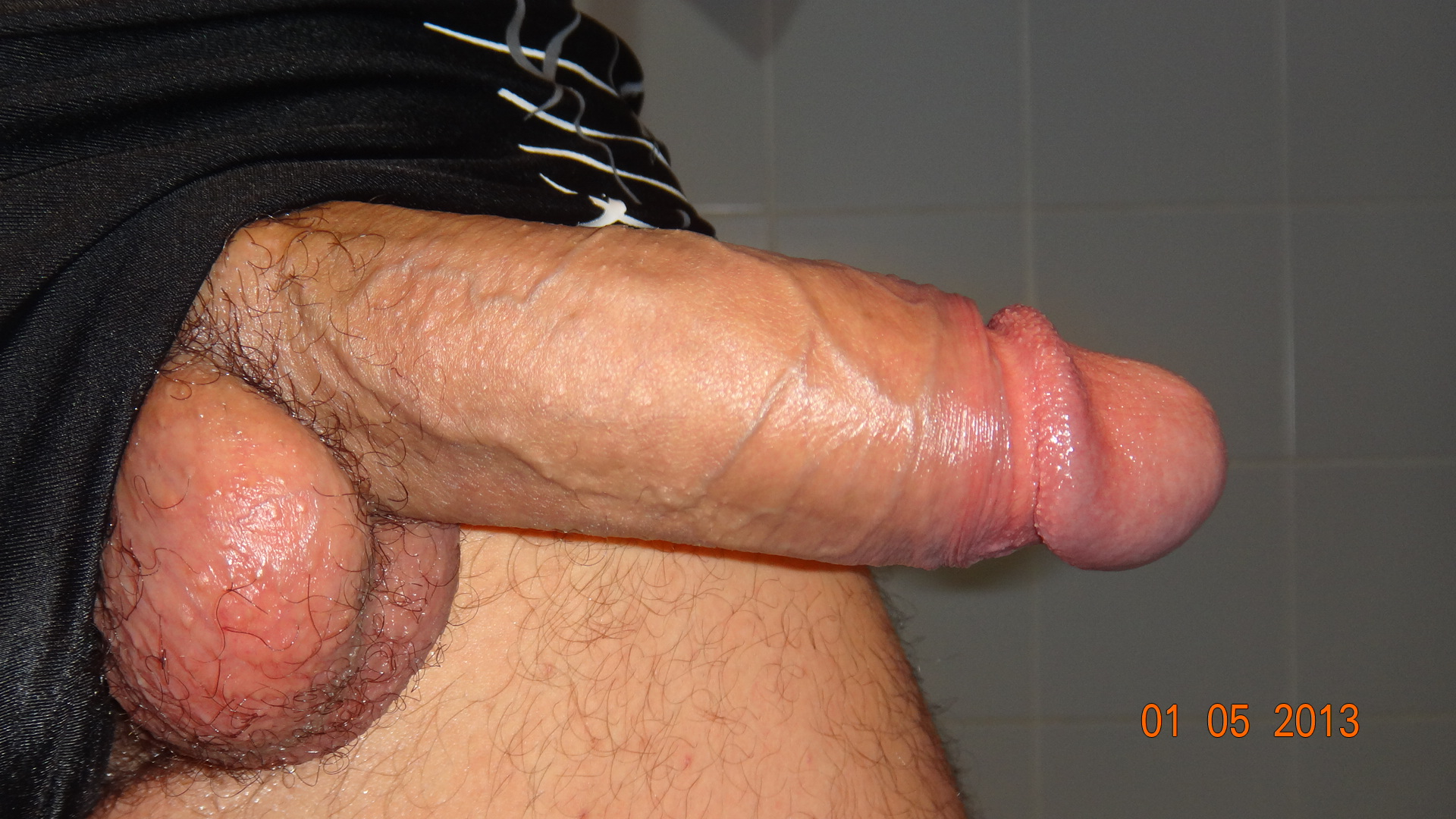
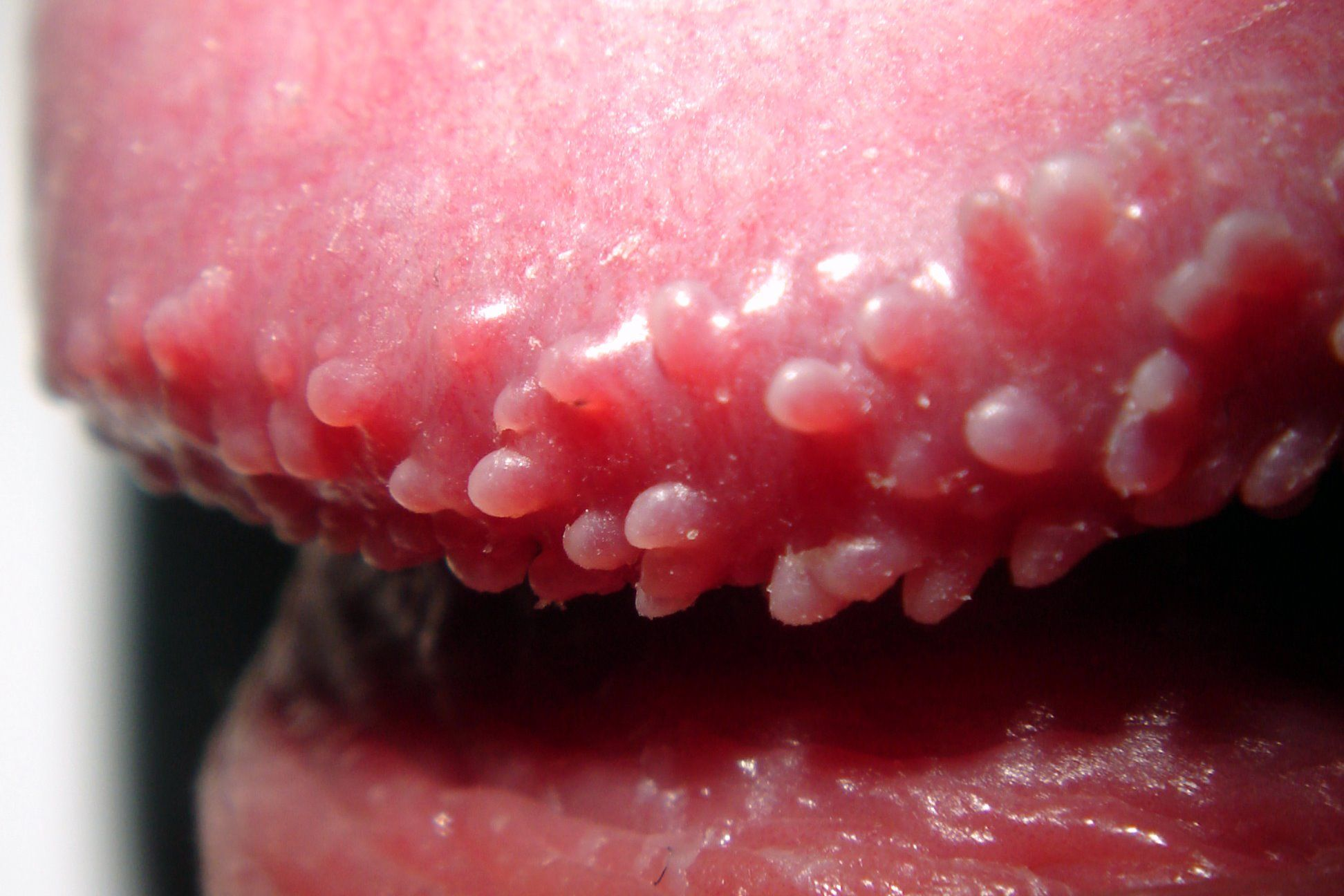
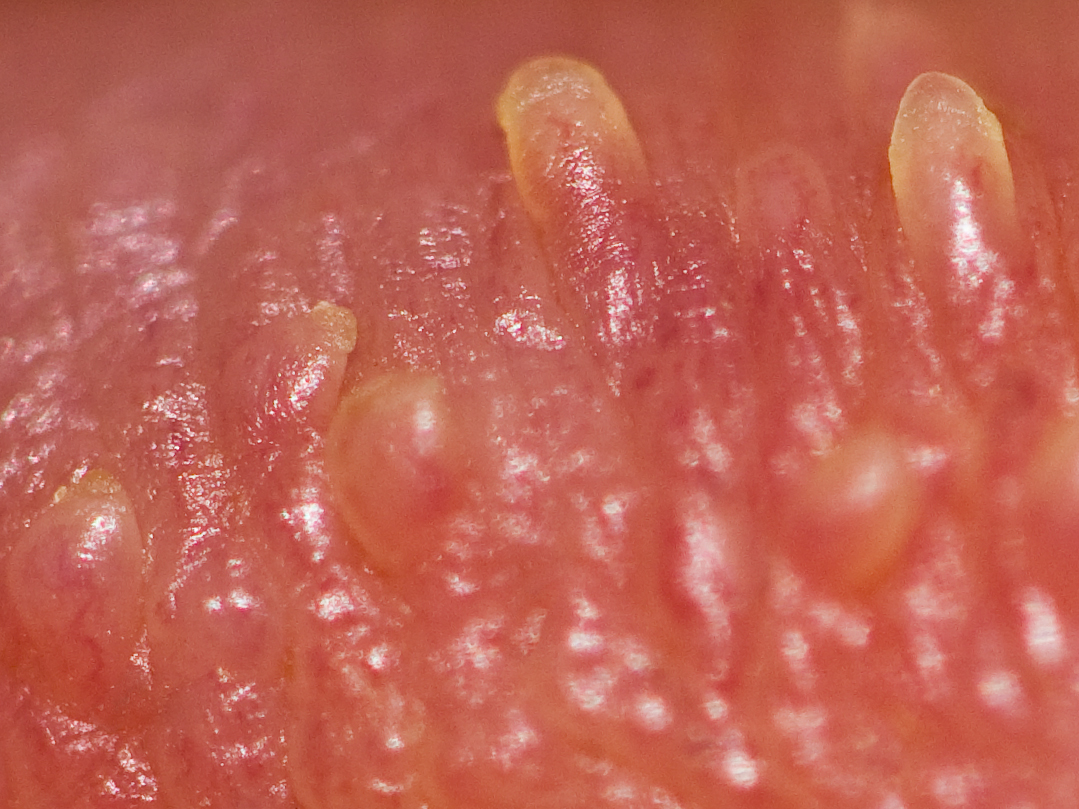
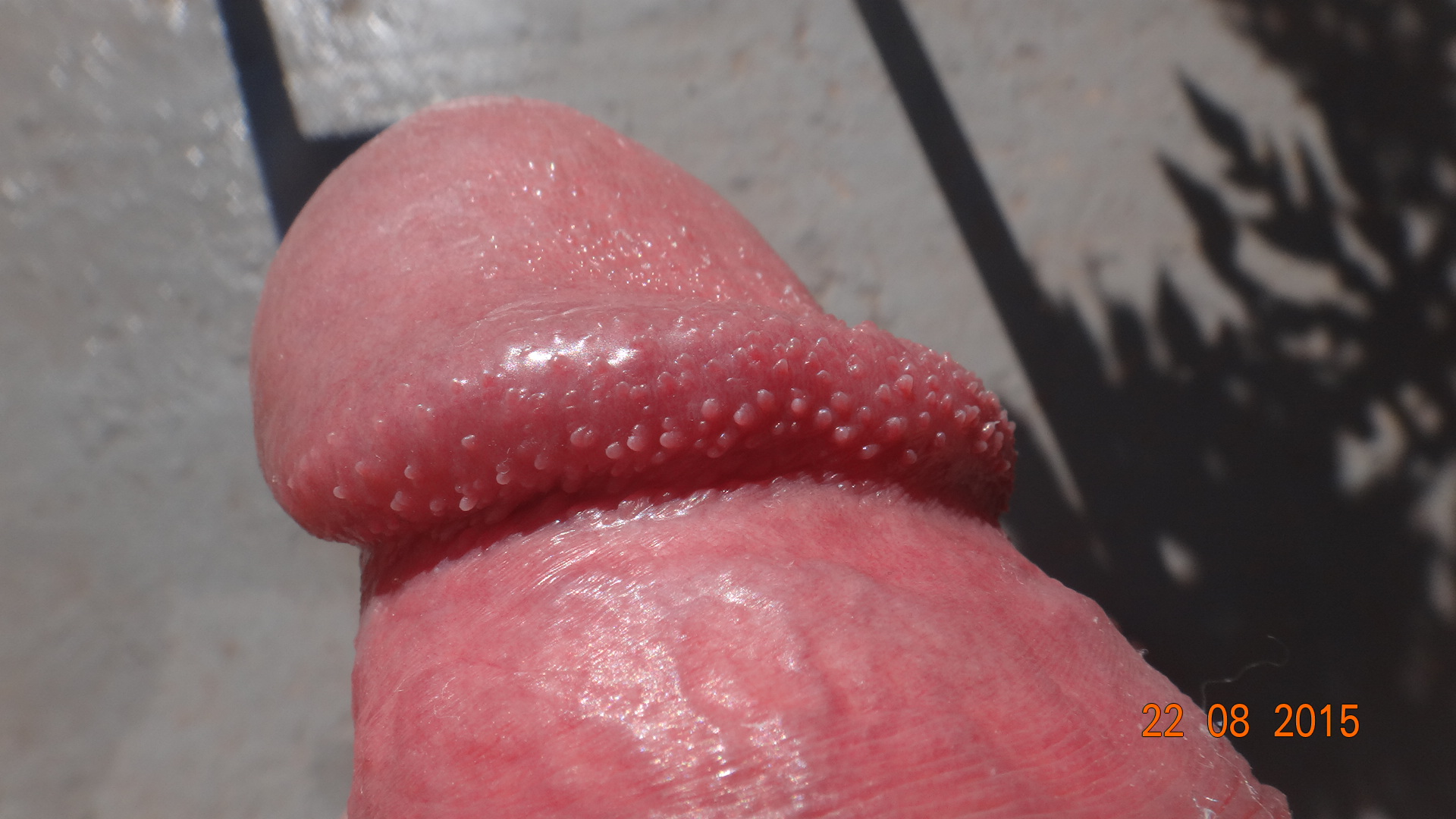